# 胡安·阿森西
胡安-曼努埃尔·阿森西·里波尔（西班牙語：Juan Manuel Asensi Ripoll，1949年9月23日—）是一名已退役西班牙足球运动员，司职前腰。